# Acritus alutaceus
Acritus alutaceus är en skalbaggsart som beskrevs av Thérond 1961. Acritus alutaceus ingår i släktet Acritus och familjen stumpbaggar. Inga underarter finns listade i Catalogue of Life.